# Городищенский сельсовет (Красноярский край)
Городи́щенский сельсове́т — сельское поселение в Енисейском районе Красноярского края. Административный центр — село Городище.

## Население
| 2010 | 2012 | 2013 | 2014 | 2015 | 2016 | 2017 |
| ---- | ---- | ---- | ---- | ---- | ---- | ---- |
| 351  | ↘323 | ↘293 | ↘283 | →283 | ↘279 | ↘270 |

## Состав сельского поселения
В состав сельского поселения входят 3 населённых пункта:
| № | Населённый пункт | Тип населённого пункта       | Население |
| - | ---------------- | ---------------------------- | --------- |
| 1 | Городище         | село, административный центр | ↘215      |
| 2 | Каменск          | деревня                      | ↘30       |
| 3 | Рудиковка        | деревня                      | ↘34       |

## Местное самоуправление
Городищенский сельский Совет депутатов
Дата избрания: март 2010 года. Срок полномочий: 4 года.
Глава муниципального образования
- Ахполова Галина Викторовна. Дата избрания: март 2010 года. Срок полномочий: 4 года.